# سنجاقک‌های بالگردی
سنجاقک‌های بالگردی (نام علمی: Pseudostigmatidae) نام یک تیره از زیرراسته سنجاقک است.